# 任航
任 航（漢音読み：にん こう、拼音：Ren Hang、1989年2月23日 - ）は、中華人民共和国・遼寧省瀋陽市出身のサッカー選手。中国サッカー・スーパーリーグ・武漢三鎮足球倶楽部所属。中国代表。ポジションはディフェンダー（CB）、左サイドバック(LB)。

## 経歴

### クラブ
少年期は地元瀋陽の瀋陽金徳（現広州富力）に加入、2007年チームが長沙移転後（長沙金徳）にトップデビュー果たした。
2011年に長沙金徳が中甲(2部相当)降格後、江蘇舜天（現江蘇蘇寧）に移籍。左SB（LB）のレギュラーとして　2012年リーグ2位、2013年超級杯優勝、2015年足協杯優勝。
2016年にはキャプテンを務め前半戦だけでキャリアバイの3得点あげるなど好調だったが、江蘇蘇寧との契約延長を拒否したことで、月以降「三停（給与、試合出場、練習参加）」処分を受けてしまう。
同年9月に江蘇との契約を解消し、河北華夏幸福に加入することが発表された。試合出場は2017年以降となる。
中国メディアの報道によれば、この移籍で河北華夏幸福は8000万人民元以上を支払ったとされる。

### 代表
アラン・ペラン監督により中国代表召集され、2014年6月のマケドニア戦でデビュー。
AFCアジアカップ2015、ロシアW杯アジア予選にレギュラーとして出場。それぞれ決勝トーナメント進出、最終予選進出に貢献した。
2017年6月7日のフィリピンとの親善試合で代表初得点を挙げた。

## 人物・エピソード
- 安定した守備でアラン・ペランや後任の中国代表監督である高洪波にも信頼され、代表でレギュラー起用され続けた。
- 2016年9月開始のアジア最終予選では緒戦韓国戦から4試合連続先発出場したが、前述の通り所属クラブで試合出られない状況だった弊害からか、韓国戦では3失点中2点[注 1] に直接絡み、シリア戦(0-1)でも自身のマーク漏れから決勝点を招くなど戦犯と非難された。高洪波が解任された後の第5戦（0-0カタール）では、後任監督であるマルチェロ・リッピにより選外となった。
- 2015年4月、試合後にスタジアムでプロポーズし結婚。自転車で婚約者とスタジアムを一周するパフォーマンスを見せた[1]。

## 代表歴
- 中国代表
  - 2015年 - AFCアジアカップ2015（ベスト8）